# 鹿児島2区選挙無効事件
鹿児島2区選挙無効事件（かごしまにくせんきょむこうじけん）は、日本の大審院が1945年3月1日に下した判例。1942年4月30日投開票の第21回衆議院議員総選挙における鹿児島県第2区の選挙結果を無効と判決した。2013年3月に広島高等裁判所が衆院選無効判決を出すまで、国政選挙の無効の訴えを認める判決を出した唯一の例であった。

## 概要
1942年4月30日投開票の第21回衆議院議員総選挙は多くの選挙区で1940年に、結社禁止を命じられて非合法組織化していた一部政党を除く全政党が自発的に解散し、再結成した大政翼賛会の衆議院における院内会派である翼賛議員同盟の推薦議員と非推薦の無所属議員が争う構図となったことから「翼賛選挙」と呼ばれていた。
この内、鹿児島県第2区（定数4）より翼賛議員同盟非推薦候補として出馬し、落選した冨吉榮二は選挙において推薦議員（浜田尚友・原口純允・東郷実・寺田市正）を当選させるため政府や軍の主導により露骨な干渉や非推薦議員の選挙活動に対する妨害が行われていたとして、選挙の無効を訴えて提訴した。同様の選挙無効の訴えは、他に4つの選挙区（福島県第2区・長崎県第1区・鹿児島県第1区・鹿児島県第3区）においても起こされていた。当時の選挙無効の訴えは大審院による一審制で、大審院では第一民事部には鹿児島県第3区、第二民事部には長崎県第1区と福島県第2区、第三民事部には鹿児島県第2区、第四民事部には鹿児島県第1区の訴えが係属していた。
鹿児島2区の選挙無効訴訟の審理に際して、吉田裁判長は4人の陪席裁判官と共に鹿児島へ出張し、鹿児島県知事の薄田美朝を含む187人もの証人を尋問しており、この出張尋問は大審院内部でも「壮挙」と評された。
選挙から3年後の1945年3月1日に大審院第三民事部（裁判長は吉田久、陪席裁判官梶田年、森田豊次郎、箕田正一、古川鈊一郎）は鹿児島県第2区で推薦候補者を当選させようとする不法な選挙運動が全般かつ組織的に行われた事実を認定し、「自由で公正な選挙ではなく、規定違反の選挙は無効となる旨を定めた衆議院議員選挙法第八十二条に該当する」として選挙の無効とやり直しを命じるとともに「翼賛選挙は憲法および選挙法の精神に照らし大いに疑問がある」と指摘して国を厳しく批判する判決を下した。
一方で1943年10月に大審院第二民事部は長崎県第1区と福島県第2区の選挙無効の訴えを棄却した。また鹿児島2区の無効訴訟を認めた同じ時期に、第一民事部が鹿児島県第3区の訴えを第四民事部が鹿児島県第1区の訴えをそれぞれ棄却したとされている。

## その後
- 大審院の選挙無効判決を受けて、3月20日に鹿児島2区のやり直し選挙が行われた（2日前の3月18日には隣接する鹿児島市では鹿児島海軍航空隊に対する鹿児島空襲が発生した）。やり直し選挙では、当選者の顔ぶれ自体は変わらなかったものの、当選者たる推薦候補者が得票数を減らした一方、非推薦候補者が得票数を増やし、戦時色が濃くなる中で、戦争を遂行する政府に対する批判的な意思が増加したことが推定される。なお、再選挙の投票日の5日後の3月25日に衆議院議員ノ補欠選挙等ノ一時停止ニ関スル法律が成立し、現任衆議院議員については各選挙区の議員定数の合計数の3分の2未満にならない限り補欠選挙や再選挙が行われない規定が再選挙の投票日の8日後の3月28日から施行された。
- 国家総力戦色の強まる戦時体制下にありながら、司法権の独立の立場に則った判決が下されたことは、当時の日本において立憲主義的な傾向が残存していることが示され、ポツダム宣言の条文中における「民主主義的傾向ノ復活」という文言に現れ、結果的に国体護持につながった可能性も考えられる。[要出典]
- 翼賛選挙無効判決宣告の4日後、吉田は司法大臣 松阪広政に辞表を提出し裁判官を辞職。その後は中央大学の講師を続けていたが、終戦時まで「危険人物」として特高警察の監視下に置かれた。
- 原告の冨吉は、戦後に日本社会党の結成に参加し、芦田内閣で逓信大臣を務めたが、1954年9月26日の洞爺丸事故で遭難し、帰らぬ人となった。
- 判決文は写しは残っていたが、原本は東京大空襲で大審院の建物とともに焼失したとされ、戦後編纂された大審院民事判例集にも掲載されなかったことから「幻の判決文」と呼ばれていたが、1985年8月、最高裁判所の倉庫で40年ぶりに見つかり、2006年（平成18年）8月にその事実がNHKなどで報道された。